# 黑手党之花
《黑手党之花》（羅馬化：Dokmai Mafia）是一部由依莎亚·贺苏汪（Oom）、泰特·亨利·迈伦（Tate）领衔主演的泰国浪漫爱情剧。此剧改编自White Rose（คุณดอกไม้）的同名泰语小说，预计将在泰国第3电视台播出。此剧是演员依莎亚·贺苏汪与泰特·亨利·迈伦继《名门绅士2：淑女之心》后再度合作之剧。

## 演员阵容
- 依莎亚·贺苏汪 饰演
- 泰特·亨利·迈伦 饰演 黑手党
- 玛娜莎楠·潘叻翁固 饰演
- 苏莉娅蕾·亚卡蕾 饰演 Saendee
- 图查蓬·古旺班迪 饰演 Thakorn
- 洛蕾娜·舒特 饰演
- 恰约隆·西岚亚堤迪 饰演
- 帕维什·温侬 饰演
- 艾丽西亚·希雷普鲁克 饰演
- 泰贡·康恰 饰演